# مسبار الجاذبية أ

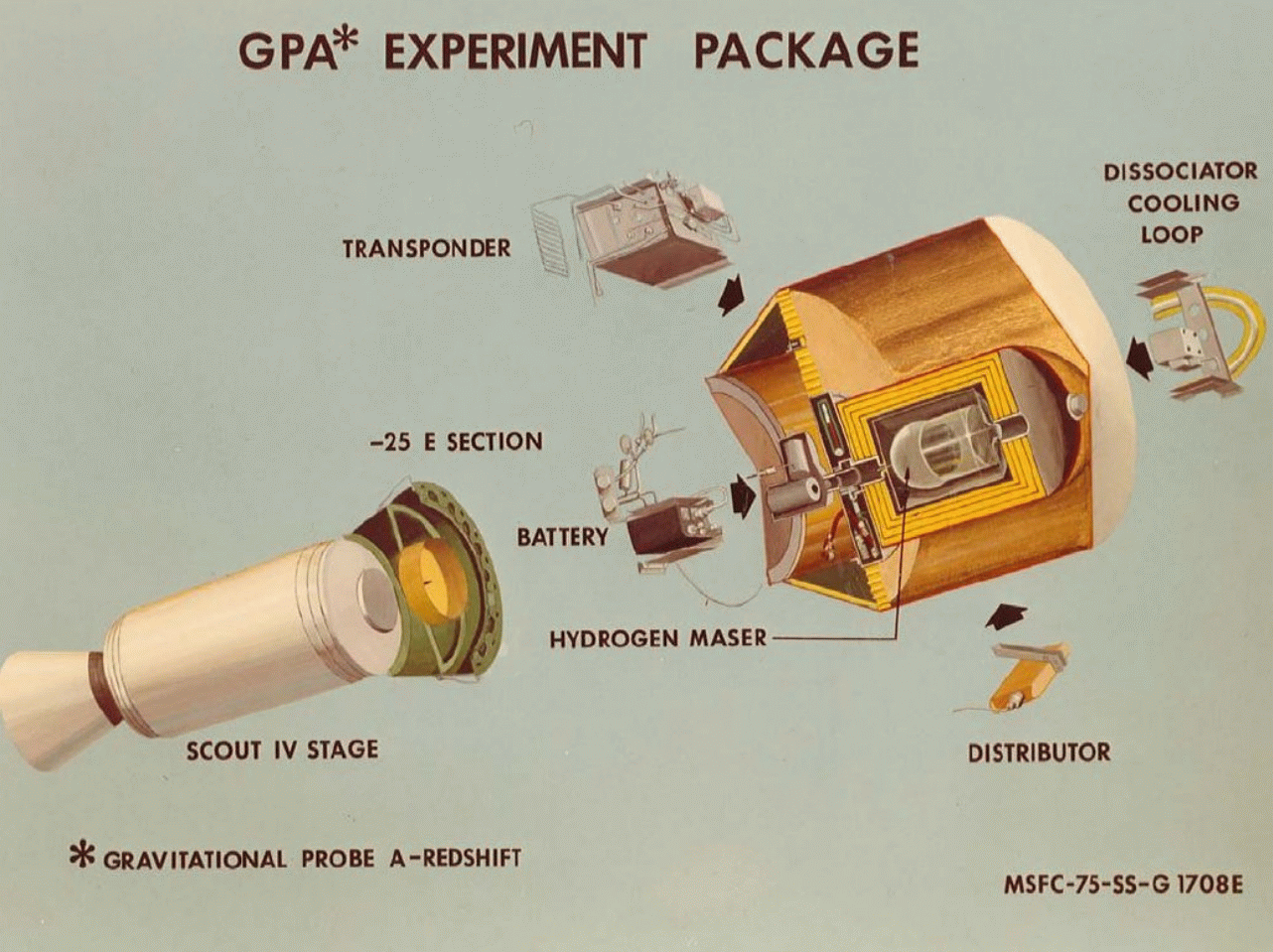

مسبار الجاذبية أ هو تجربة فضائية لاختبار مبدأ التكافؤ، وهو سمة من سمات نظرية أينشتاين النسبية. تم تنفيذه بشكل مشترك من قبل مرصد سميثسونيان للفيزياء الفلكية والإدارة الوطنية للملاحة الجوية والفضاء. أرسلت التجربة ميزر الهيدروجين، وهو معيار تردد دقيق للغاية، إلى الفضاء لقياس بدقة عالية معدل مرور الوقت في مجال الجاذبية الأضعف. تسبب الكتل تشوهات في الزمكان، مما يؤدي إلى آثار تقلص الطول وتمدد الزمن، وكلاهما تنبأ بنتائج نظرية ألبرت أينشتاين للنسبية العامة. بسبب انحناء الزمان والمكان، يجب على المراقب على الأرض (في إمكانات الجاذبية أقل) قياس معدل مختلف في الوقت الذي يمر الوقت من المراقب الذي يصل ارتفاعا كافيا في الغلاف الجوي للأرض (في إمكانات الجاذبية أعلى). يُعرف هذا التأثير باسم تمدد وقت الجاذبية.
كانت التجربة بمثابة اختبار تداعيات كبيرة في النسبية العامة لأينشتاين، مبدأ التكافؤ. ينص مبدأ التكافؤ على أن الإطار المرجعي في مجال الجاذبية الموحد لا يمكن تمييزه عن الإطار المرجعي تحت التسارع الموحد. علاوة على ذلك، يتنبأ مبدأ التكافؤ بأن ظاهرة معدلات تدفق الوقت المختلفة، الموجودة في إطار مرجعي متسارع بشكل موحد، ستكون موجودة أيضًا في إطار مرجعي ثابت في حقل جاذبية موحد.
تم إطلاق المسبار في 18 يونيو 1976 من مركز طيران ناسا في جزيرة والوبس، فرجينيا. تم إطلاق المسبار عبر صاروخ-scout، ووصل ارتفاعه إلى 10000 كم (6200 ميل)، بينما بقي في الفضاء لمدة ساعة و55 دقيقة، كما هو محدد. عاد إلى الأرض عن طريق الرش في المحيط الأطلسي.